# Eduardo García del Real
Eduardo García del Real y Álvarez de Mijares (Madrid, 1 de marzo de 1870-Madrid, 16 de noviembre de 1947) fue un médico e historiador de la medicina español.

## Biografía
Hijo de Emilia Álvarez Mijares y Timoteo García del Real Blanco de Ortigueira, nació en Madrid el 1 de marzo de 1870. Se licenció en medicina por el Real Colegio de Cirugía de San Carlos y en historia por la Universidad de Madrid. Más adelante llegó a ser catedrático por las universidades de Santiago de Compostela, Valladolid y Madrid. Desde el 9 de abril de 1933 fue académico de número de la Real Academia Nacional de Medicina, ocupando el asiento n.º 31. Entre su obra escrita destacan textos como un Tratado de patología médica en diez volúmenes o Historia de la medicina en España (1921), además de haber dirigido la revista Medicamenta junto con Pedro Laín Entralgo. Falleció en Madrid el 16 de noviembre de 1947.